# Elmar Daucher

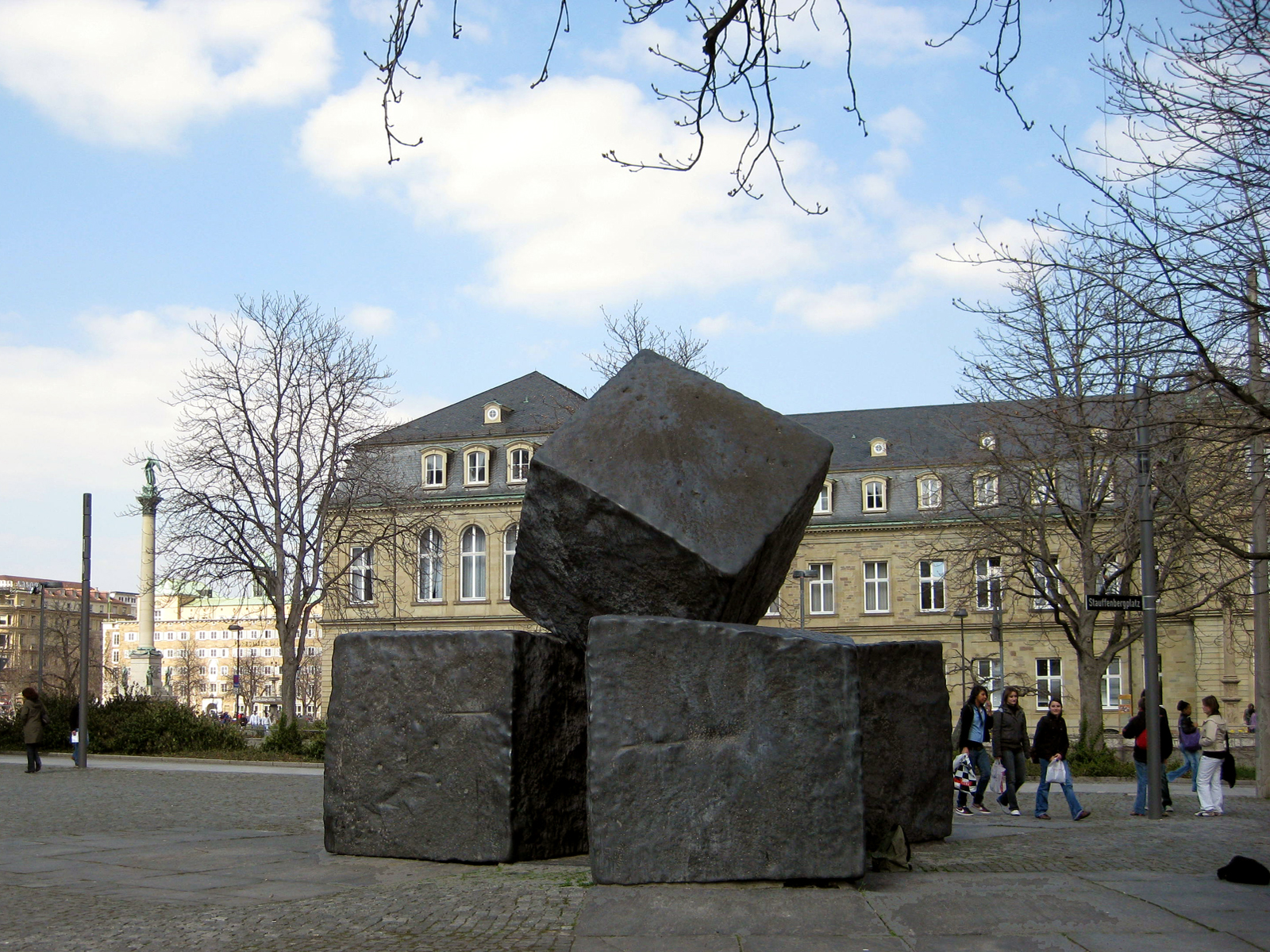
Mahnmal für die Opfer des Nationalsozialismus auf dem Karlsplatz in Stuttgart

Elmar Daucher (* 13. August 1932 in Neuenburg am Rhein; † 25. August 1989 in Oggelshausen) war ein deutscher Bildhauer.

## Leben
Elmar Daucher erhielt eine Ausbildung als Steinmetz an der Fachschule für Steinbearbeitung in Wunsiedel und anschließend studierte er von 1952 bis 1955 Bildhauerei an der  Staatlichen Akademie der Bildenden Künste Stuttgart. Von 1968 an arbeitete er als Künstler in Oggelshausen. Im Jahre 1969 war er einer der Initiatoren des Bildhauersymposion Oggelshausen, das nach dem Vorbild des Symposion Europäischer Bildhauer von dem Bildhauer Karl Prantl in Österreich in Sankt Margarethen im Burgenland abgehalten wurde. Daucher hatte an einem Symposion in St. Margarethen im Jahre 1966 teilgenommen. Weitere Symposien, an denen er sich beteiligte, waren das an der Straße der Skulpturen in St. Wendel im Saarland im Jahre 1971, in Mauthausen in Österreich im Jahre 1972, in Suwako in Japan im Jahre 1978 und 1980 in Lahr.
1974 entdeckte Daucher gewissermaßen als Nebenprodukt das musikalische Innenleben seiner von tiefen Sägeschnitten durchzogenen Steinskulpturen und entwickelte daraus eine ganze Serie von Klangsteinen. Dauchers Prototypen sind von Darstellungen der harmonikalen Forschungen von Hans Kayser beeinflusst. Seine Klangsteine standen im Mittelpunkt der Ausstellungen Klangskulpturen '85 (Würzburg), SteinKlangStein (Ulm 1986) und Klangsteine – Steinklänge (München 1989). Kompositorisch setzten sich Stephan Micus, Michael Vetter und Klaus Hinrich Stahmer mit der Klangwelt der von Daucher geschaffenen Klangsteine auseinander. In Stahmers Komposition Kristallgitter (1992) werden auf dem Wege der elektronischen Ringmodulation die Töne eines Klangsteins mit einem Streichquartett verschmolzen.

## Werk (Auswahl)
- 1963: Relief aus Stein an der Robert-Bosch-Schule in Stuttgart-Zuffenhausen
- 1965: Relief aus Bronze in Stuttgart-Feuerbach
- 1966: Ohne Titel, Sankt Margarethen im Burgenland
- 1969: Ohne Titel, Bildhauersymposion Oggelshausen in Oggelshausen
- 1970: Mahnmal für die Opfer des Nationalsozialismus[2], Karlsplatz in Stuttgart
- 1971: Verschiebung, Straße der Skulpturen bei St. Wendel
- 1976: Ohne Titel, Böblingen
- 1980: Klangstein[3], Lahr
- 1984: Stein zur Meditation, vor der Versöhnungskirche in Stuttgart-Degerloch

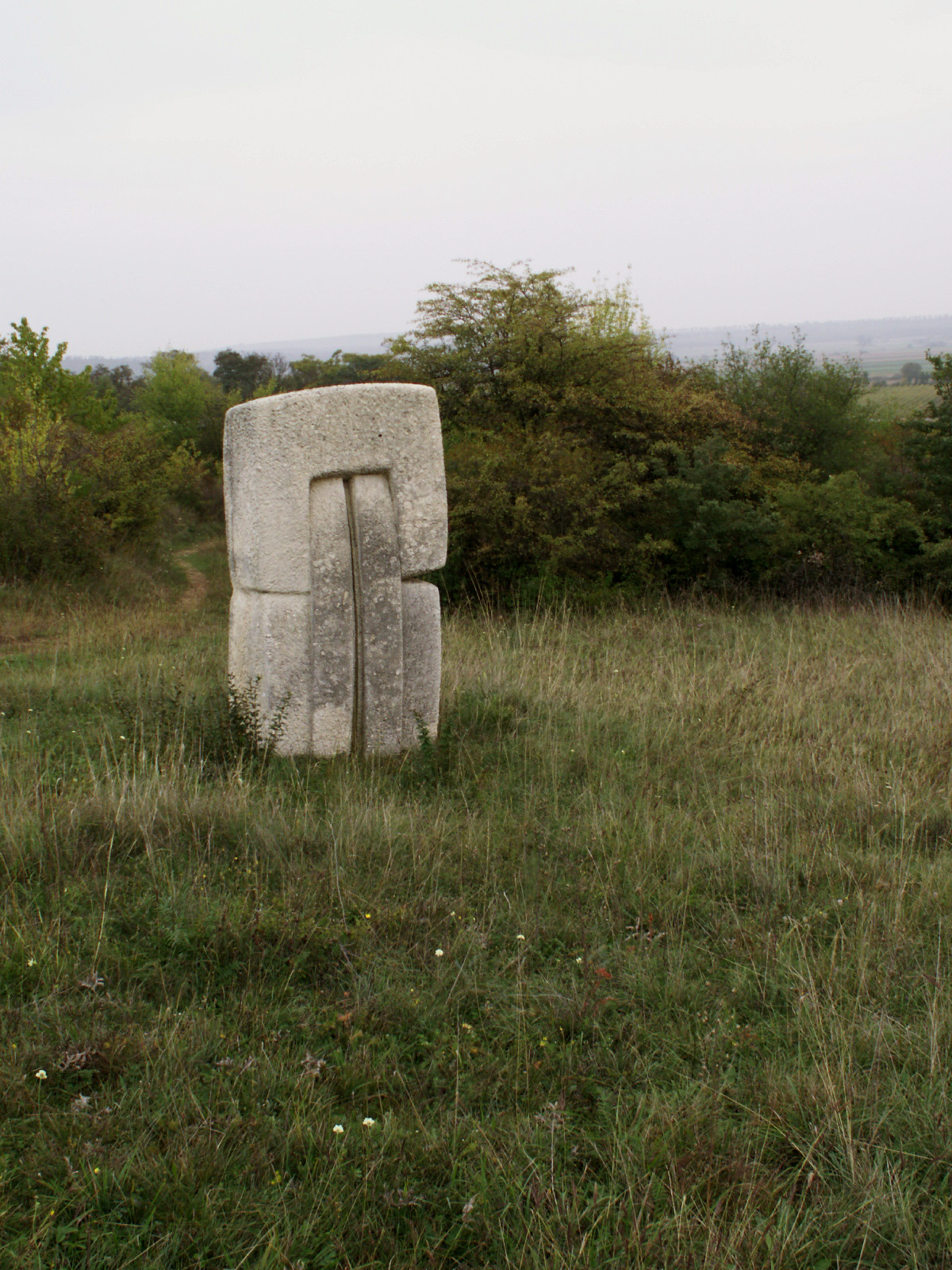
Ohne Titel (1966), Sankt Margarethen im Burgenland
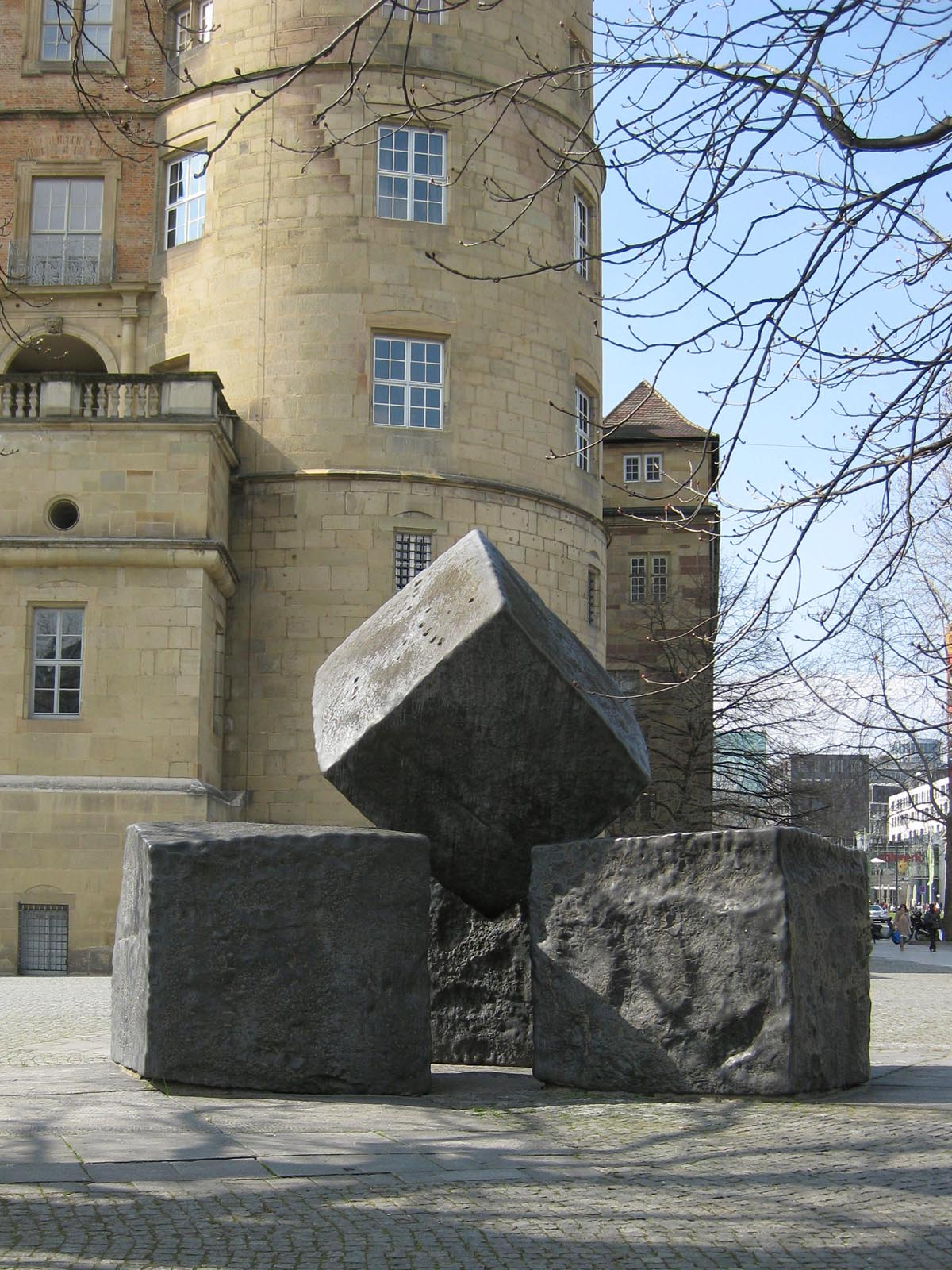
Mahnmal (1970), Stuttgart
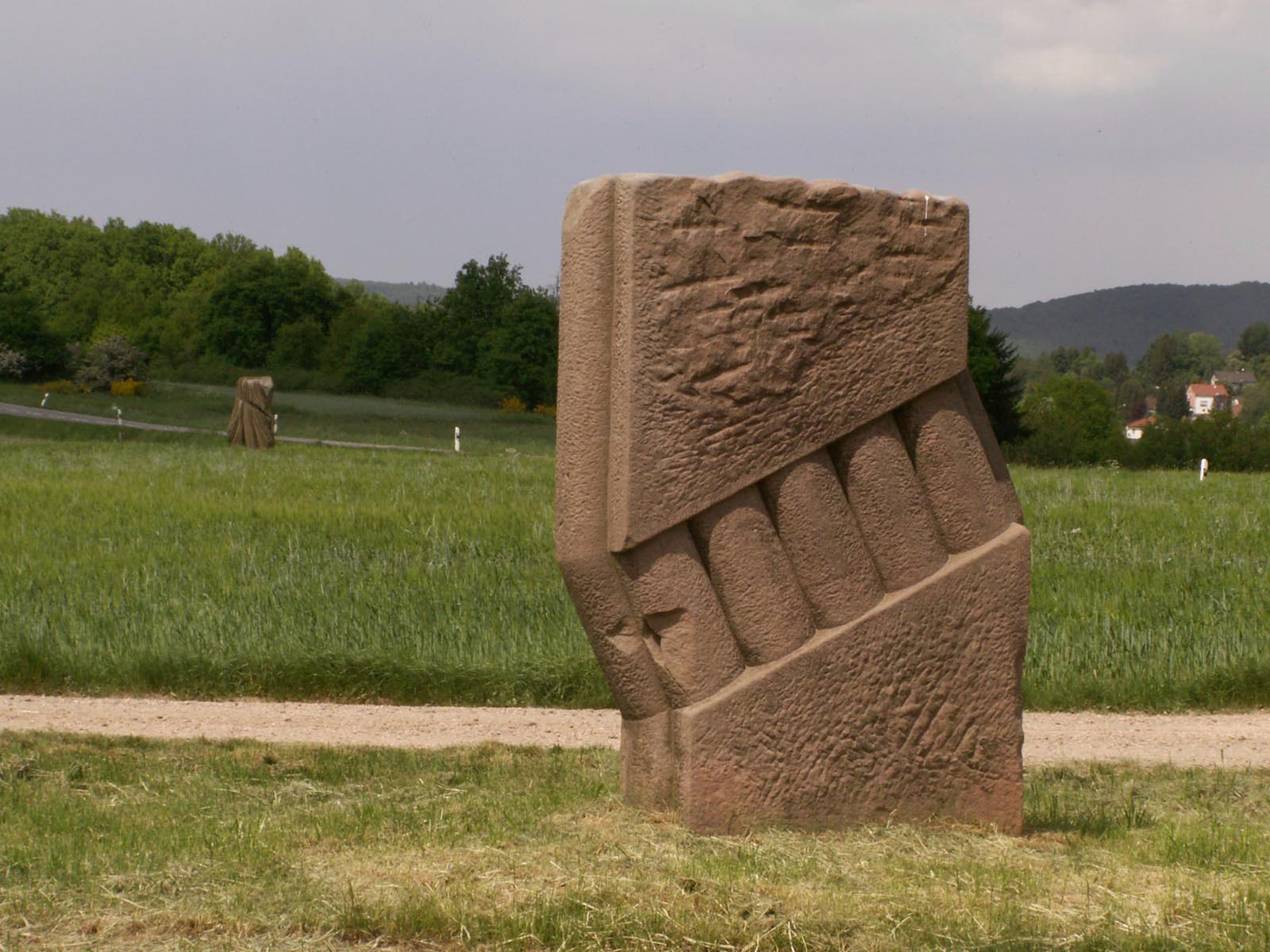
Verschiebung (1971), Sankt Wendel
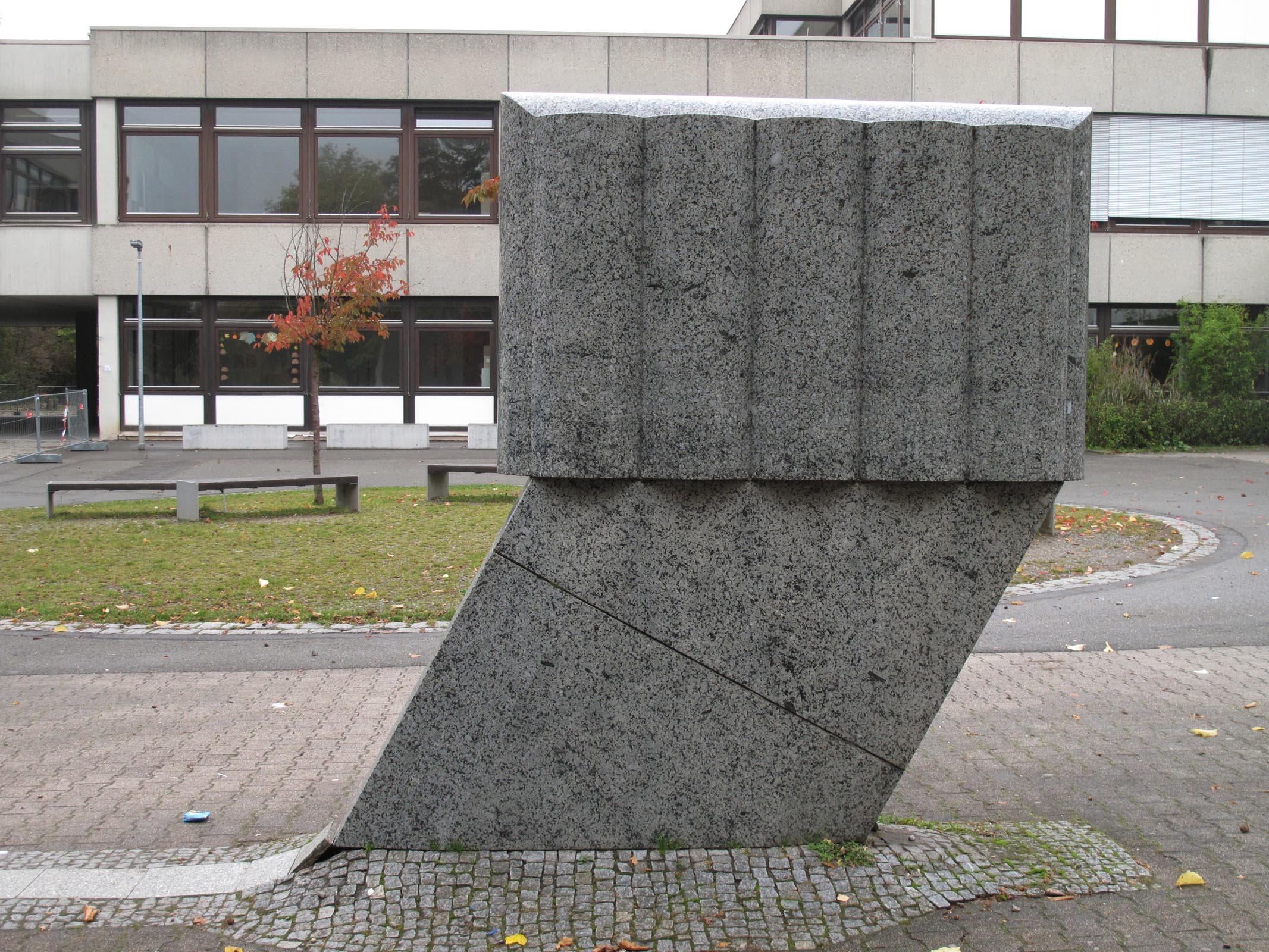
o. T. (1976), Böblingen

## Tonaufnahmen
- Stephan Micus The Music of Stones CD (Label: ECM) Best. Nr. 1384 837 750-2; Erscheinungsjahr: 1989
- Klaus Hinrich Stahmer und Michael Vetter KlangSteine – SteinKlänge CD (Label: ProViva/Intersound) Best. Nr. ISPV 159; Erscheinungsjahr 1990
- Klaus Hinrich Stahmer Klanglabyrinthe CD (Label: ProViva/Intersound) Best. Nr. ISPV 167; Erscheinungsjahr 1992